# Epizeuxis aemula
Epizeuxis aemula là một loài bướm đêm trong họ Noctuidae.